# Francisco Mosquera (sollevatore)
Francisco Antonio Mosquera Valencia (1º aprile 1992) è un sollevatore colombiano.

## Carriera
A causa della rottura di un tendine del ginocchio sinistro non ha potuto partecipare alle Olimpiadi di Rio de Janeiro 2016. È stato campione mondiale nella categoria fino a 62 kg ai campionati di Anaheim 2017.

## Palmarès
- Mondiali

Houston 2015: argento nei 62 kg.
Anaheim 2017: oro nei 62 kg.
Pattaya 2019: bronzo nei 61 kg.
Tashkent 2021: argento nei 67 kg.
Bogotà 2022: oro nei 67 kg.
- Giochi panamericani

Toronto 2015: argento nei 62 kg.
Lima 2019: oro nei 61 kg.
- Campionati panamericani

Isla Margarita 2013: oro nei 62 kg.
Santo Domingo 2014: oro nei 62 kg.
Cartagena 2016: oro nei 62 kg.
Guayaquil 2021: oro nei 67 kg.
Bogotà 2022: argento nei 67 kg.